# Hamburg (Arkansas)
Hamburg – miasto w Stanach Zjednoczonych, w stanie Arkansas, siedziba administracyjna hrabstwa Ashley.